# 未完の肖像
「未完の肖像」（みかんのしょうぞう）は、1984年5月21日にリリースされた岩崎宏美の34枚目のシングル。

## 解説
- 岩崎のデビュー10周年記念シングルということで、デビュー曲の「二重唱 (デュエット)」と同じ作家陣を起用しての作品となった[1]、コーラスはEVEが担当している[1]。岩崎本人はこの曲を「本当に難しい」と語っており、歌番組など生で歌う機会もほとんど無かったと振り返っている[1]。

## 収録曲
- 両楽曲共に、作詞：阿久悠／作曲：筒美京平／編曲：萩田光雄

1. 未完の肖像
2. 二時に泣かせて